# Estación de Salamanca
Salamanca es una estación ferroviaria española situada en la ciudad homónima, en la comunidad autónoma de Castilla y León. Constituye la principal estación ferroviaria de la provincia de Salamanca. Cuenta con servicios de Larga y Media Distancia operados por Renfe. También cumple funciones logísticas.
Históricamente, la capital charra ha constituido un importante nudo ferroviario donde confluían varias líneas férreas: Medina del Campo-Salamanca, Salamanca-Vilar Formoso, Ávila-Salamanca y Plasencia-Astorga. Debido a ello, la estación de Salamanca ha contado con importantes instalaciones ferroviarias, así como con un intenso tráfico de pasajeros y mercancías. Desde finales de la década de 1980 el histórico nudo ferroviario perdió parte de su anterior importancia a raíz del cierre de varias líneas, aunque a día de hoy sigue siendo una estación de primer orden.

## Situación ferroviaria
La estación forma parte de los trazados de las siguientes líneas férreas:
- Línea férrea de ancho ibérico Medina del Campo-Vilar Formoso, punto kilométrico 76,447.[2]
- Línea férrea de ancho ibérico Ávila-Salamanca, punto kilométrico 111,055.[2]
- Línea férrea de ancho ibérico Salamanca-Valdunciel, punto kilométrico 162,527.[2]

Esta última línea antiguamente formaba parte del denominado ferrocarril Vía de la Plata, actualmente clausurado en su mayor parte. El tramo Salamanca-Valdunciel se mantiene operativo, si bien en la práctica se encuentra abandonado y fuera de servicio.

## Historia

### Primeros tiempos
El ferrocarril llegó a Salamanca el 26 de agosto de 1877 con la apertura del último tramo de la línea Medina del Campo-Salamanca entre El Pedroso de la Armuña y la ciudad charra aunque la inauguración oficial, realizada por Alfonso XII no se produjo hasta el 1 de septiembre de ese mismo año. La explotación de la línea quedó en manos de la Compañía del Ferrocarril de Medina del Campo a Salamanca. En 1886 entraría en servicio una segunda línea que enlazaba Salamanca con Portugal a través de Fuentes de Oñoro. Asimismo, en 1896 entró en servicio la línea Plasencia-Astorga, que tenía parada en Salamanca. Esta línea acabaría permitiendo, décadas después, un novedoso servicio que recorrería el país de norte a sur sin pasar por Madrid, conectando así Sevilla con Gijón vía Mérida, Plasencia, Salamanca, Zamora, Benavente o Astorga.

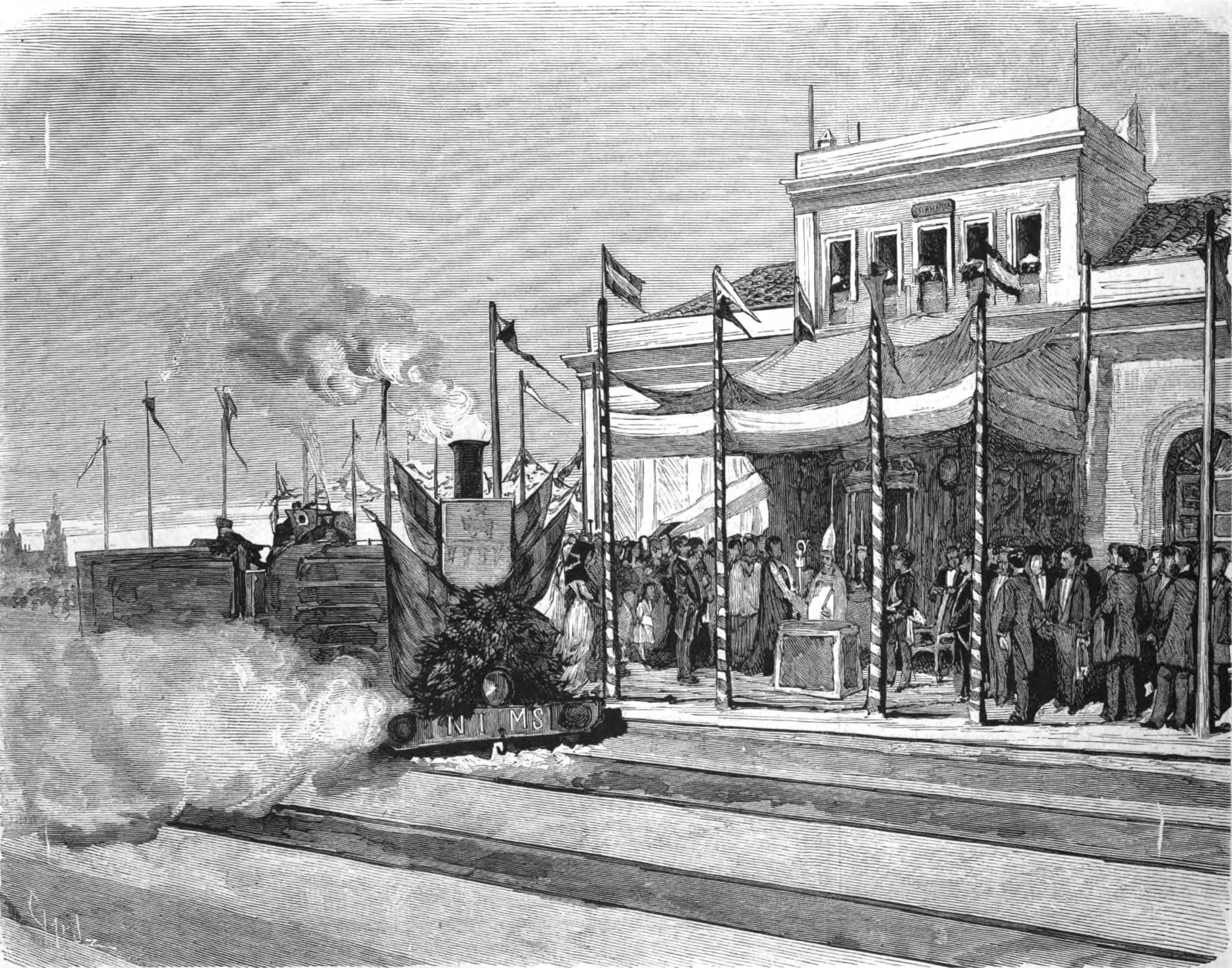
Inauguración de la estación con bendición de máquinas en septiembre de 1877, en presencia de Alfonso XII.

Con motivo de la llegada del ferrocarril de Medina del Campo se construyó la estación en un solar que había sido cedido por el ayuntamiento. Basándose en un proyecto de 1876, se levantó un edificio de viajeros que disponía de un vestíbulo y sala de espera, una fonda, despacho de billetes, etc. Años más tarde, debido al aumento de viajeros y mercancías, este edificio original sería ampliado en los laterales a partir de un proyecto de la compañía propietaria de la línea Plasencia-Astorga. Además, a comienzos del siglo XX se añadieron unas marquesinas metálicas en la zona de los andenes. Al margen del edificio de viajeros, el complejo ferroviario contaba con más instalaciones, como talleres, depósitos de agua, muelles de mercancías, etc. También dispuso de un depósito de locomotoras de vapor.
En 1926 entró en servicio la línea Ávila-Salamanca, que llevaba más de 30 años en obras y que fue inaugurada por el dictador Miguel Primo de Rivera. En 1928 el Estado se incautó de varias de las líneas que operaban en el noroeste de España y las integró en la Compañía Nacional de los Ferrocarriles del Oeste, lo que incluyó a la estación de Salamanca —unificándose así todas sus líneas bajo una misma administración—. Bajo gestión de la compañía «Oeste», se mejoró la coordinación de los horarios de las distintas líneas recalaban en la ciudad charra, circunstancia que hasta entonces no se había producido por parte de las antiguas compañías privadas.

### Época de RENFE

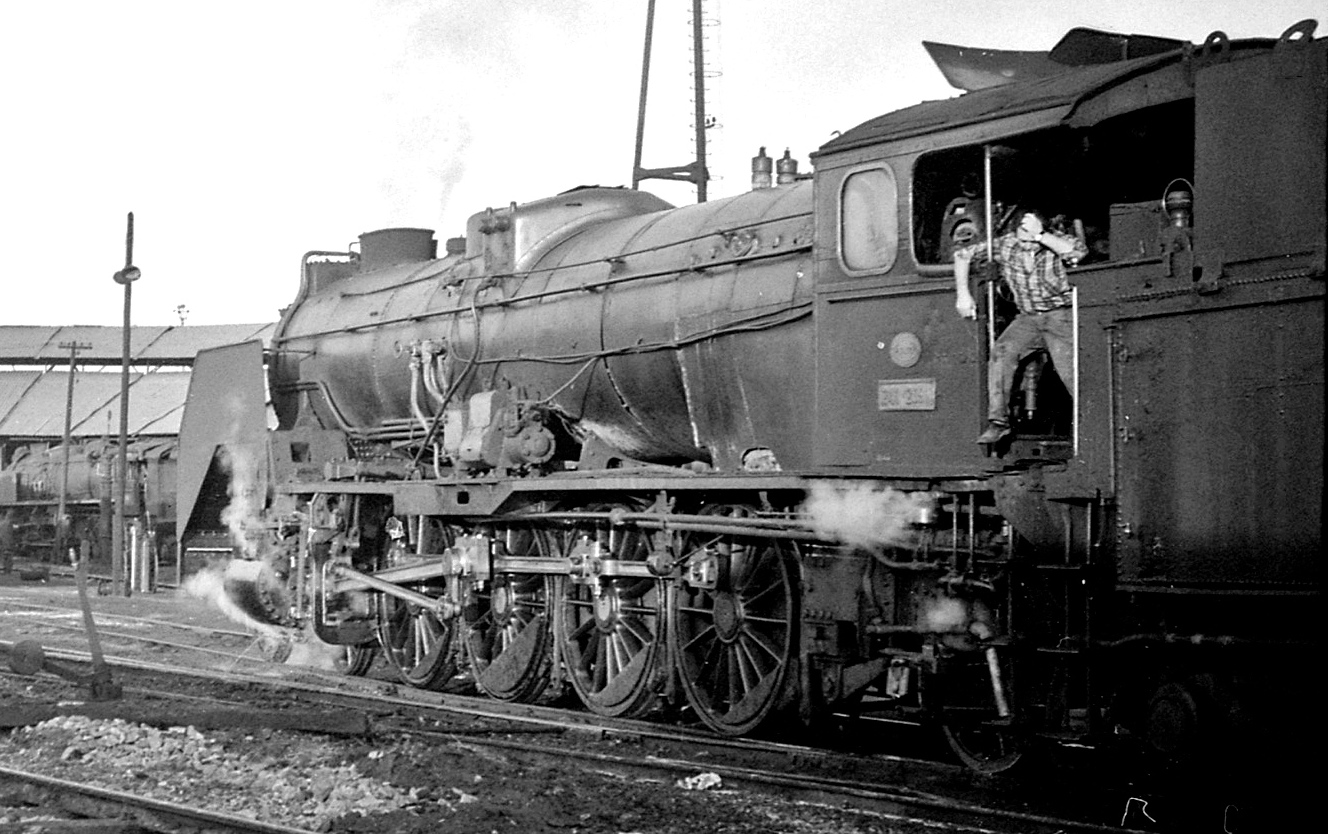
Una locomotora maniobra junto al depósito de Salamanca, en 1970.

En 1941, con la nacionalización de la totalidad de la red ferroviaria española de ancho ibérico, la estación pasó a manos de la recién creada RENFE. En 1959 se planteó renovar la estación original, debido a las carencias técnicas que para entonces presentaba y el tráfico de viajeros que soportaba. Sin embargo, debieron pasar todavía varios años hasta que se puso en marcha el proyecto, siendo derribado el edificio histórico en 1970. La nueva estación, de carácter acristalado, fue inaugurada el 19 de noviembre de 1973 en presencia del ministro de Obras Públicas, Gonzalo Fernández de la Mora, y de las autoridades municipales.
En 1985, al igual que ocurrió con otras líneas ferroviarias, la línea Plasencia-Astorga fue clausurada debido a su baja rentabilidad económica aunque el resto del trazado del Vía de la Plata permaneció operativo. El tramo Salamanca-Valdunciel, no obstante, se mantuvo operativo para el tráfico ferroviario de mercancías. Igualmente, ese mismo año se clausuró al tráfico la línea La Fuente de San Esteban-Barca de Alba, con lo que Salamanca también perdió su histórica conexión con la ciudad de Oporto.

### Época reciente
En 1999 se derribó el edificio inaugurado en 1973 y sobre su solar se puso en marcha la construcción de una nueva, que incluiría un centro comercial «Vialia». Las obras duraron varios años y la nueva estación sería inauguarada el 17 de marzo de 2002. Desde enero de 2005 el organismo Adif es la titular de las instalaciones ferroviarias.
En 2014 se iniciaron las obras de la electrificación de parte de las vías que atraviesan estación, las cuales terminaron en 2015, estando estas operativas para finales de aquel año.

## La estación

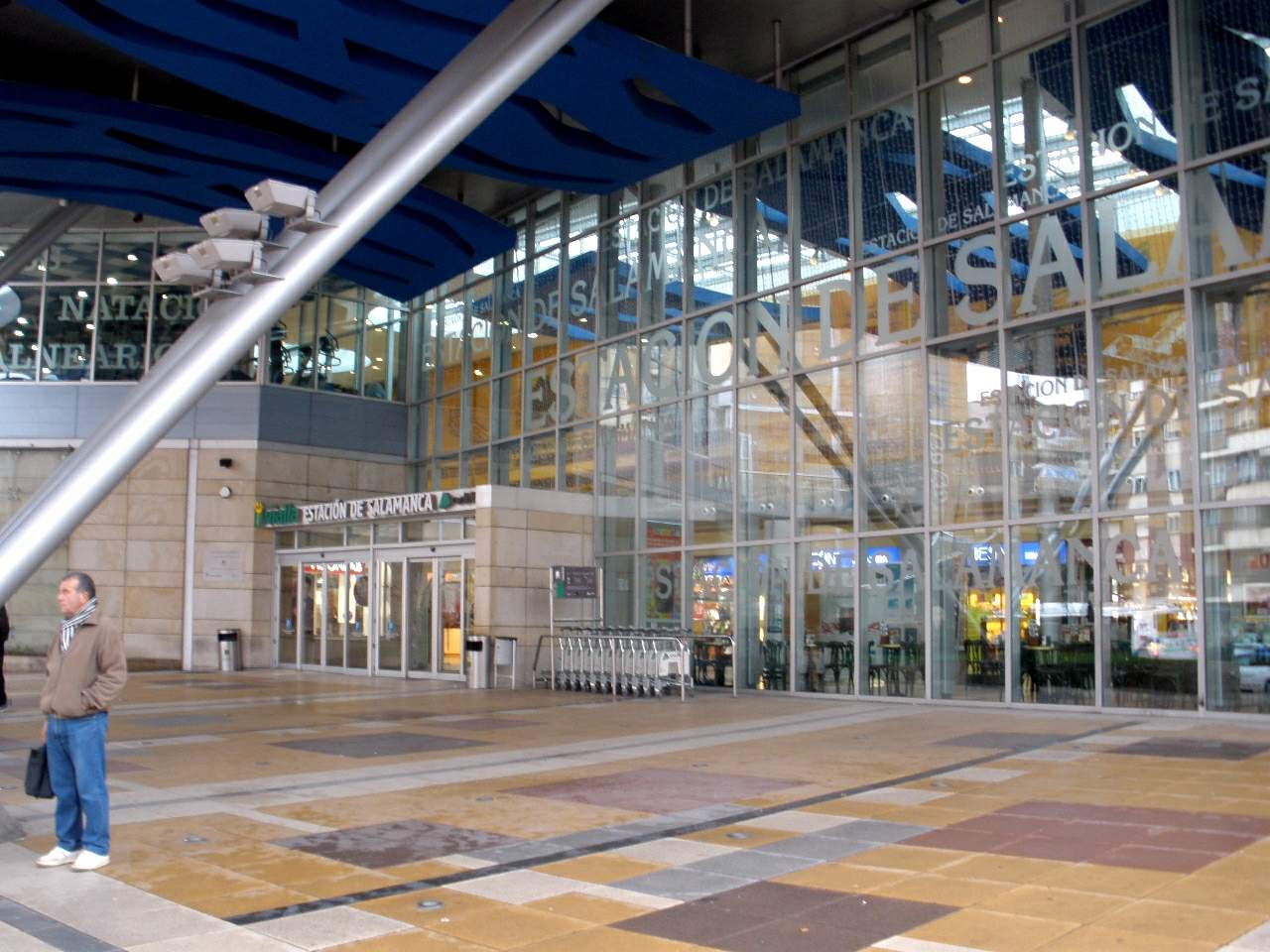
Aspecto del acceso acristalado a la estación.

La moderna estación de Salamanca, inaugurada en el 2002, se encuentra cerca de las afueras de la ciudad, a unos 15 minutos del centro donde se sitúa el apeadero de La Alamedilla. Es obra de los arquitectos Antonio Fernández Alba y Oscar Palazón. 
Cuenta con tres largos andenes, uno lateral y dos centrales al que acceden cinco vías. Otras siete vías son utilizadas como vías de servicio. Los cambios de andén se realizan gracias a un paso subterráneo. Cuenta con venta de billetes, atención al cliente, aseos y cafetería. Todo el recinto está equipado con servicios adaptados para las personas con discapacidad. En el exterior existe un aparcamiento situado en uno de los laterales del edificio, una parada de taxi y varias de autobuses urbanos.
Además de todos los servicios prestados por Adif, el recinto cuenta con un centro comercial denominado «Vialia», en el que se pueden encontrar tiendas de regalos, de servicios, de restauración o de ocio.

## Servicios ferroviarios

### Larga Distancia
Desde la supresión del Diurno que unía Salamanca con Bilbao en junio de 2012, y los Trenhotel que realizaban hasta 2020 rutas internacionales entre Lisboa y París y Lisboa y Madrid, quedan únicamente los trenes Alvia que realizan el recorrido entre Madrid y Salamanca a través de la conexión por alta velocidad entre Madrid y Medina del Campo y de allí a Salamanca por la vía convencional electrificada, desde diciembre de 2015.
Desde el 25 de marzo de 2019, y hasta marzo de 2020 se prestó el servicio de Intercity hasta la estación de Barcelona-Sants con una frecuencia diaria.
Se retoma el servicio, pero pasa a circular como Alvia, con cambio de material a 130 y de recorrido, que pasa a ser vía Miranda-Pamplona.

### Media Distancia
Los trenes de Media Distancia con parada en la estación tienen como destinos principales Ávila, Palencia, Valladolid y Madrid.